# Île de Pors Scaff

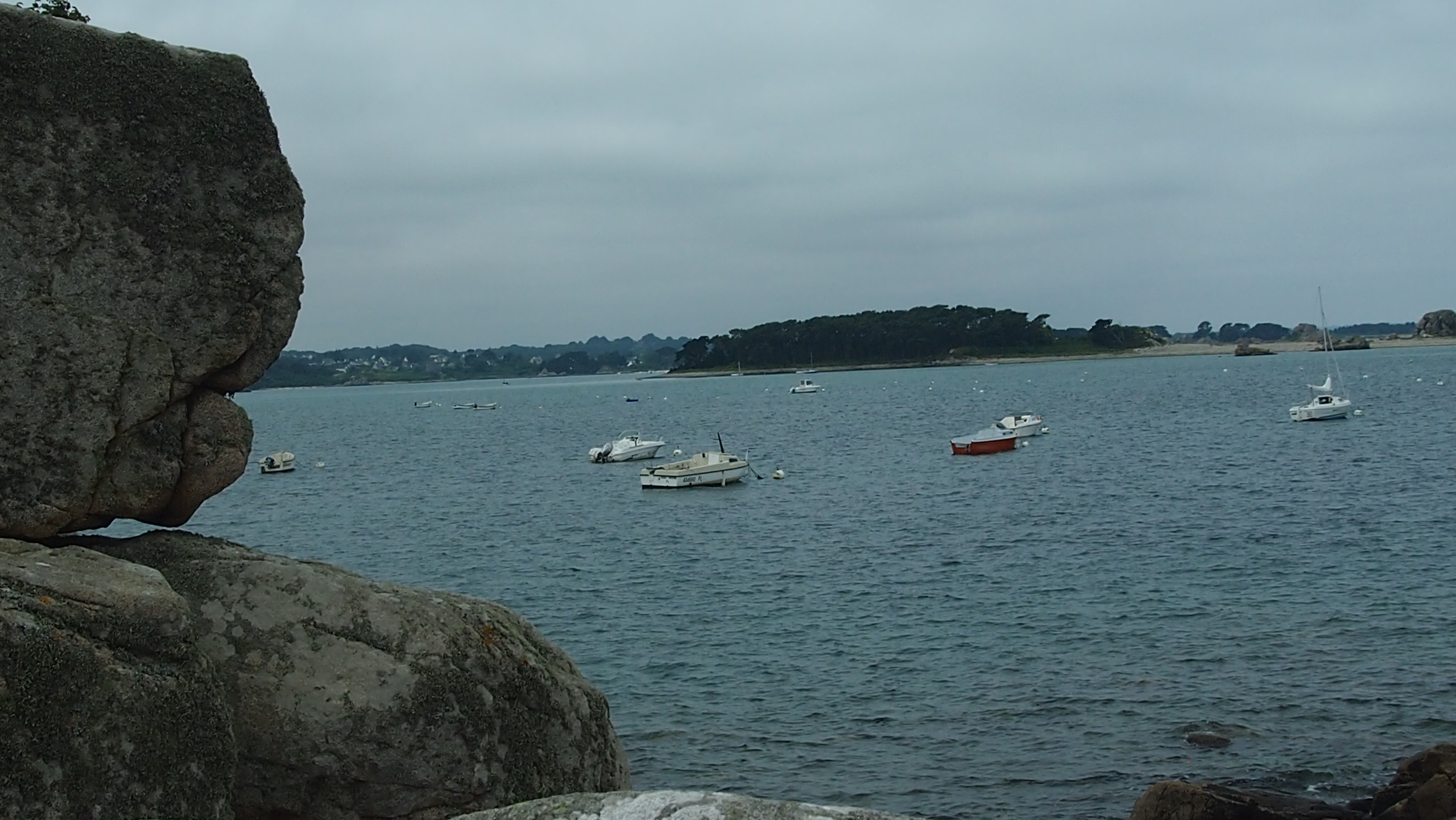
Côté île aux pins

L'île de Pors Scaff est une île se trouvant sur le territoire de la commune de Plougrescant dans les Côtes-d'Armor, en France. Elle se divise en deux parties principales, d'un côté l'île aux Pins, de l'autre un îlot privé, dit Yvinec.

## Histoire
C'est sur l'île aux Pins que se cacha durant de nombreux jours l'Abbé Loas, fuyant les persécutions de la Terreur. Il se réfugia dans une grotte encore existante aujourd'hui et qui porte le nom de « Toull ar C'horandoned » (le trou des lutins). Il fut soutenu dans son exil par les habitants de Plougrescant qui lui apportèrent de quoi survivre dans ce refuge de fortune.
L'île a été rudement éprouvée entre 2021 et 2023. En effet, dans la nuit du 7 au 8 septembre 2021, un incendie se déclare sur l'ile aux Pins et ravage 80% de la végétation. Deux ans plus tard, dans la nuit du 1er au 2 novembre 2023, la tempête Ciaran abat la quasi-totalité des pins déjà fragilisés.
Le navigateur Guirec Soudée, médiatisé pour son périple de 5 ans en bateau autour du monde et accompagné d'une poule, est issu de la famille propriétaire de l'île Yvinec.

## Toponymie
Pors Scaff vient du breton "Porzh Skañv" signifiant "Port facile" sous-entendu "d'usage simple et temporaire"